# أنشوفة المحيط الهادئ
أنشوفة المحيط الهادئ (الاسم العلمي: Anchoa analis) (بالإنجليزية: Longfin Pacific anchovy)‏ هي نوع من الأسماك تتبع جنس الأنشوفة من الفصيلة البلمية.